# Chiesa di Santa Teresa (Benevento)
La chiesa di San Marco dei Sabariani in Santa Teresa (comunemente nota solo con l'attribuzione originaria a Santa Teresa) si trova a Benevento, lungo via Giovanni De Vita, all'altezza di piazza Salvatore Sabariani. Nacque come chiesa conventuale dell'Ordine dei carmelitani scalzi. Dopo il terremoto dell'Irpinia del 1980 è stata chiusa, e successivamente sconsacrata. Attualmente ne ha il possesso l'Università degli Studi del Sannio.

## Storia

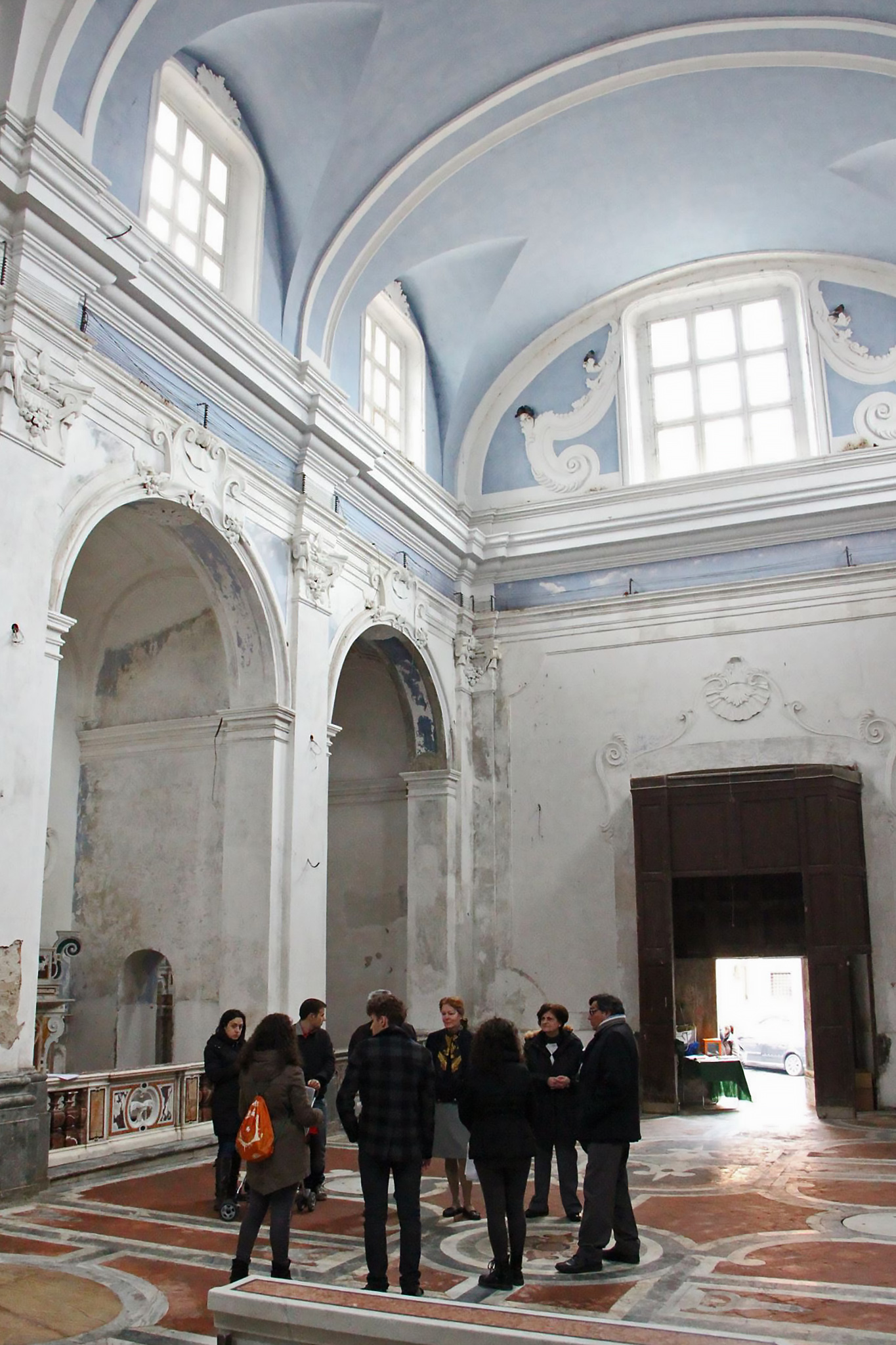
Scorcio dell'interno

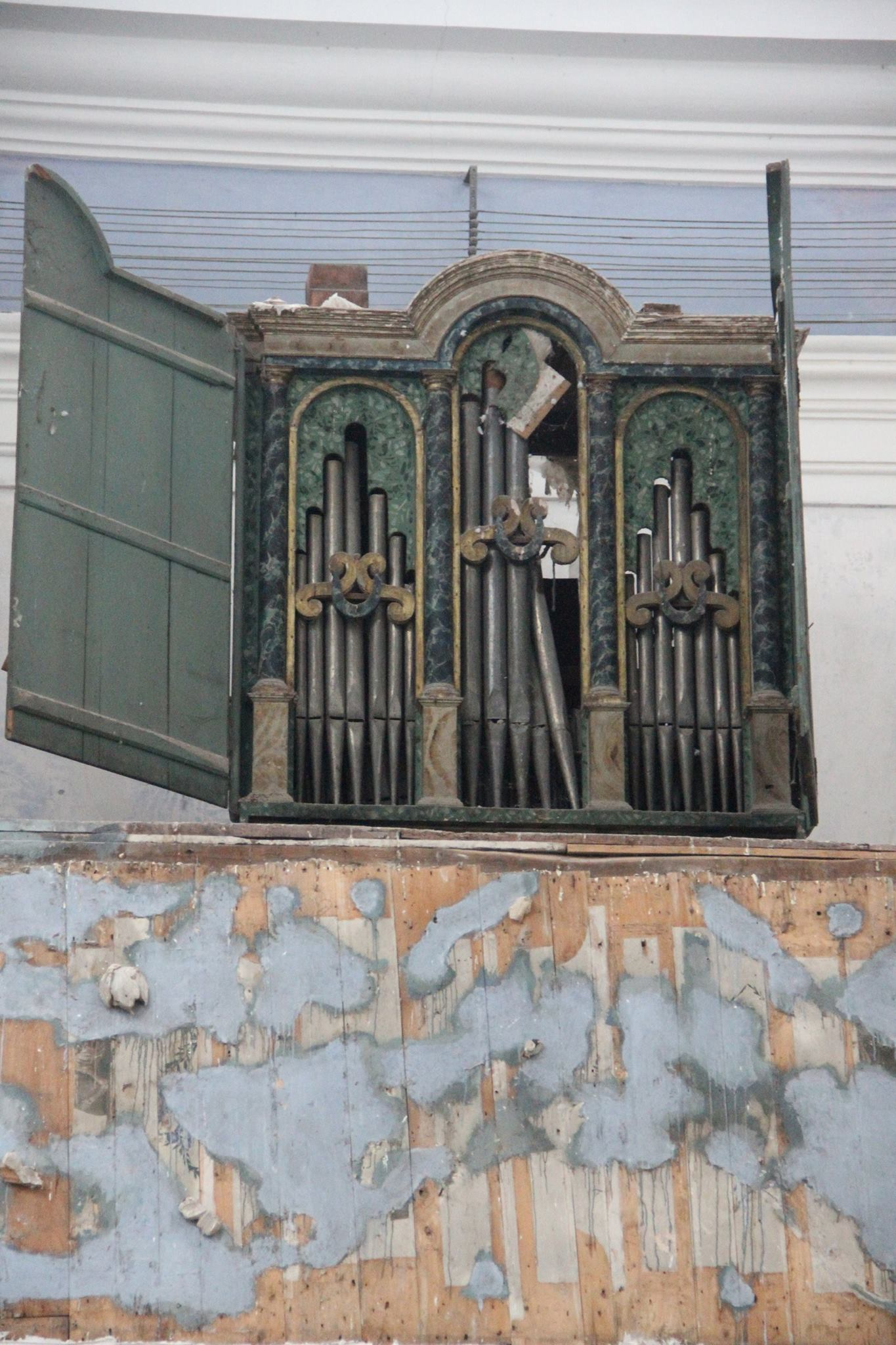
L'organo

I padri Carmelitani scalzi nel 1719 decisero la costruzione di un loro convento a Benevento. Ottennero il suolo per l'edificazione della chiesa di Santa Teresa in enfiteusi dai fratelli Ascolese, esponenti della piccola nobiltà locale; da essi comprarono anche una casa palaziata, da utilizzare come area abitativa.
Il convento fu soppresso una prima volta il 2 maggio 1799, dopo l'invasione di Benevento da parte dell'esercito napoleonico. Ripristinato poco dopo con il reinsediamento provvisorio dello Stato Pontificio, fu definitivamente abolito il 14 agosto 1806 dal principe Talleyrand.
Nel 1825 l'arcivescovo Giovanni Battista Bussi concesse alla confraternita del Sacro Monte dei Morti, già titolare di un altare nella chiesa del Gesù oggi scomparsa, di utilizzare la chiesa di Santa Teresa come cappella per le proprie messe.
Nel 1900, la vicina chiesa di San Marco dei Sabariani, all'interno del palazzo dell'omonima famiglia, venne chiusa per cedimenti al soffitto: l'arcivescovo del tempo, Donato Maria Dell'Olio, stabilì che le sue funzioni parrocchiali fossero spostate nella chiesa di Santa Teresa. Nel 1924 il cardinale Alessio Ascalesi dichiarò quest'ultima «sede stabile» della parrocchia, e la confraternita diede il suo assenso formale alla cessione dell'edificio di culto. Il 23 giugno 1932 un decreto reale di Vittorio Emanuele III completò l'opera, ridenominando la chiesa come "San Marco dei Sabariani in Santa Teresa".
Fra il 1952 e il 1959, la canonica della chiesa ospitò una comunità di frati cappuccini, in attesa che venisse ultimato il loro convento. Con il terremoto del 21 agosto 1962 la chiesa di Santa Teresa subì alcuni danni rilevanti, ma venne riparata e usata fino all'ulteriore terremoto del 1980, i cui effetti sul luogo di culto furono abbastanza preoccupanti da deciderne la chiusura per inagibilità.
Il 2 settembre 1986, l'arcivescovo Carlo Minchiatti decretò la soppressione della parrocchia di San Marco dei Sabariani in Santa Teresa, e nel 2002 il suo successore Serafino Sprovieri sconsacrò la chiesa. Attualmente l'edificio è di pertinenza dell'Università degli Studi del Sannio.

## Descrizione

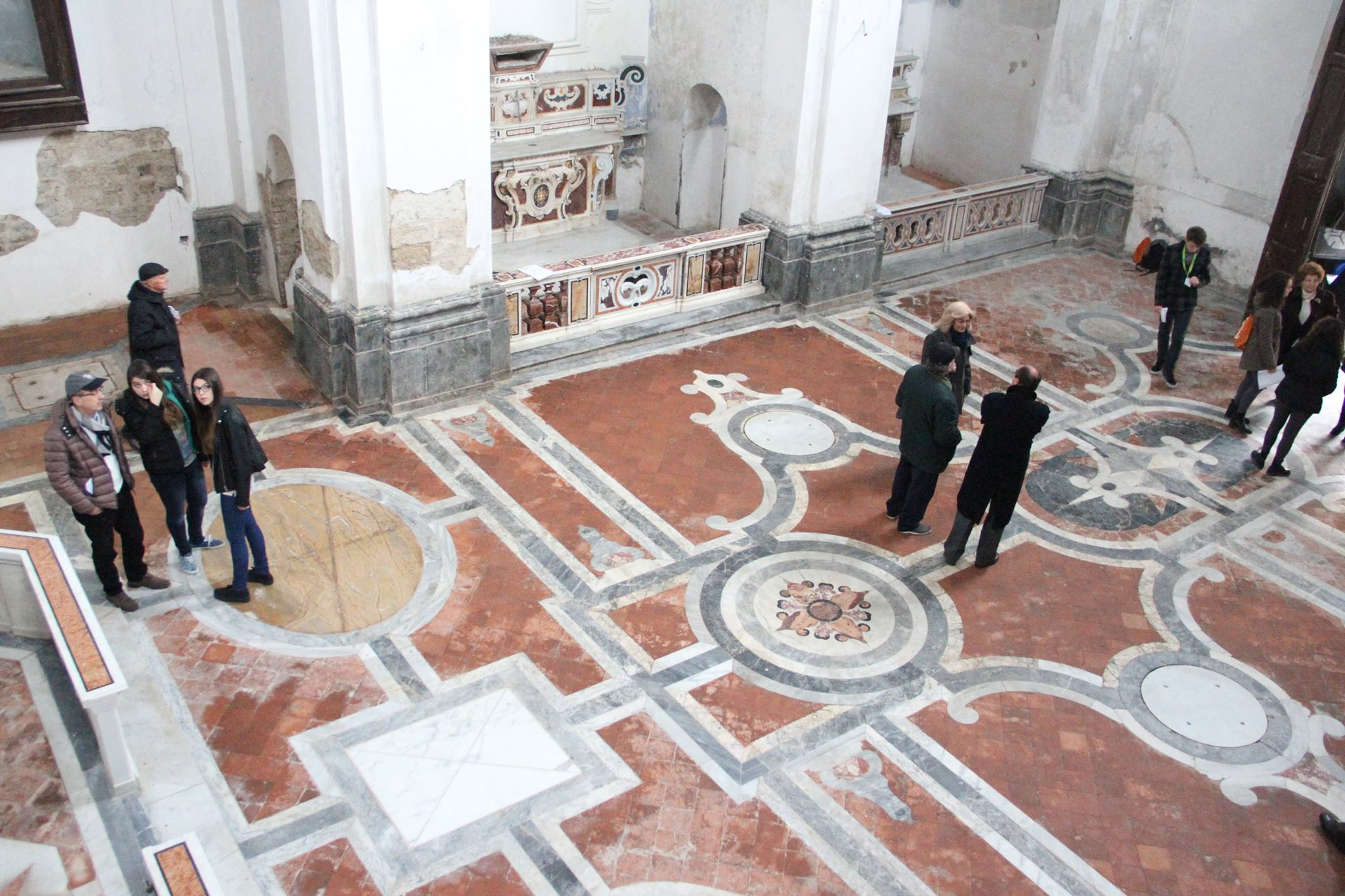
Il pavimento marmoreo

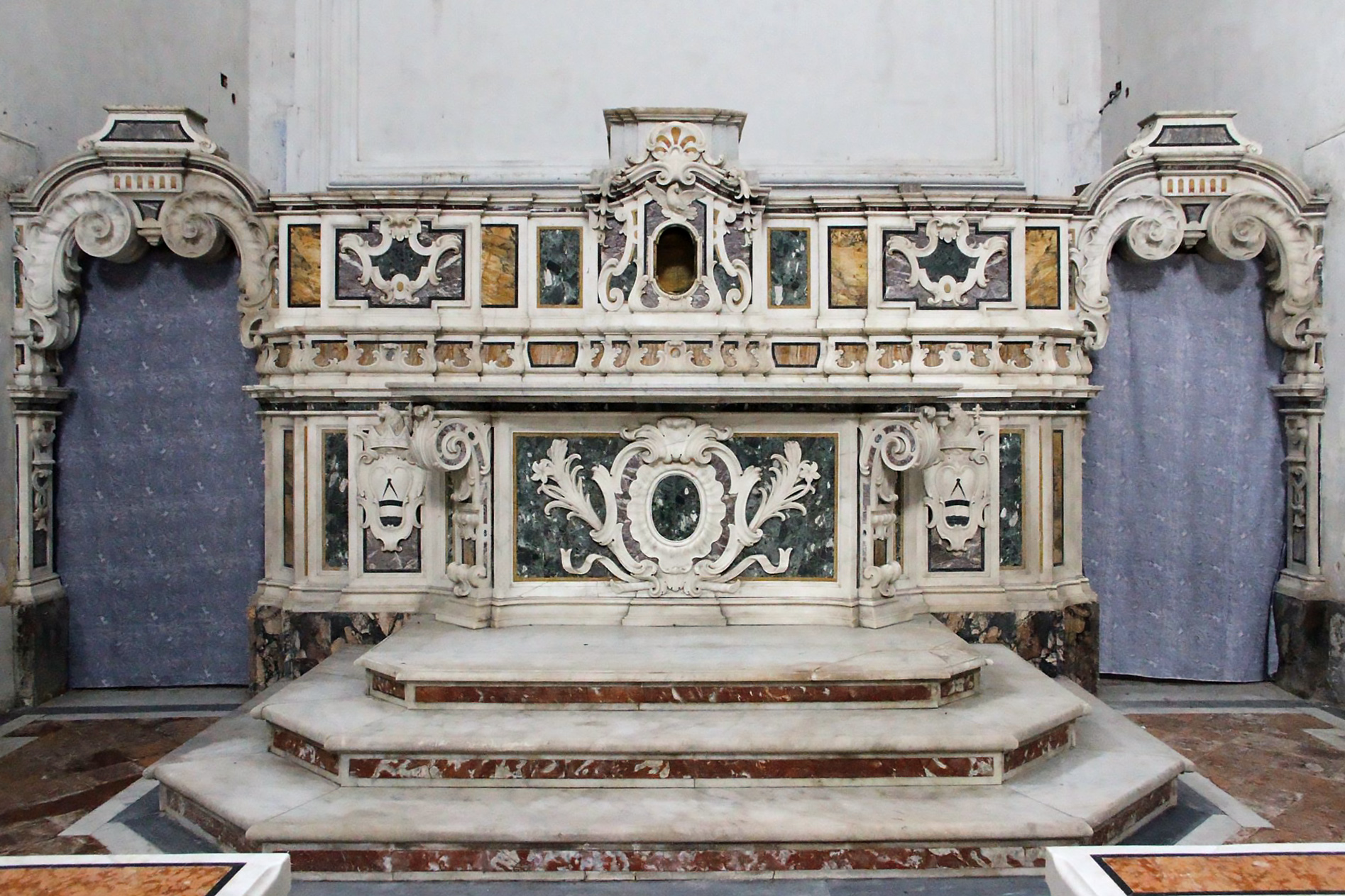
L'altare maggiore

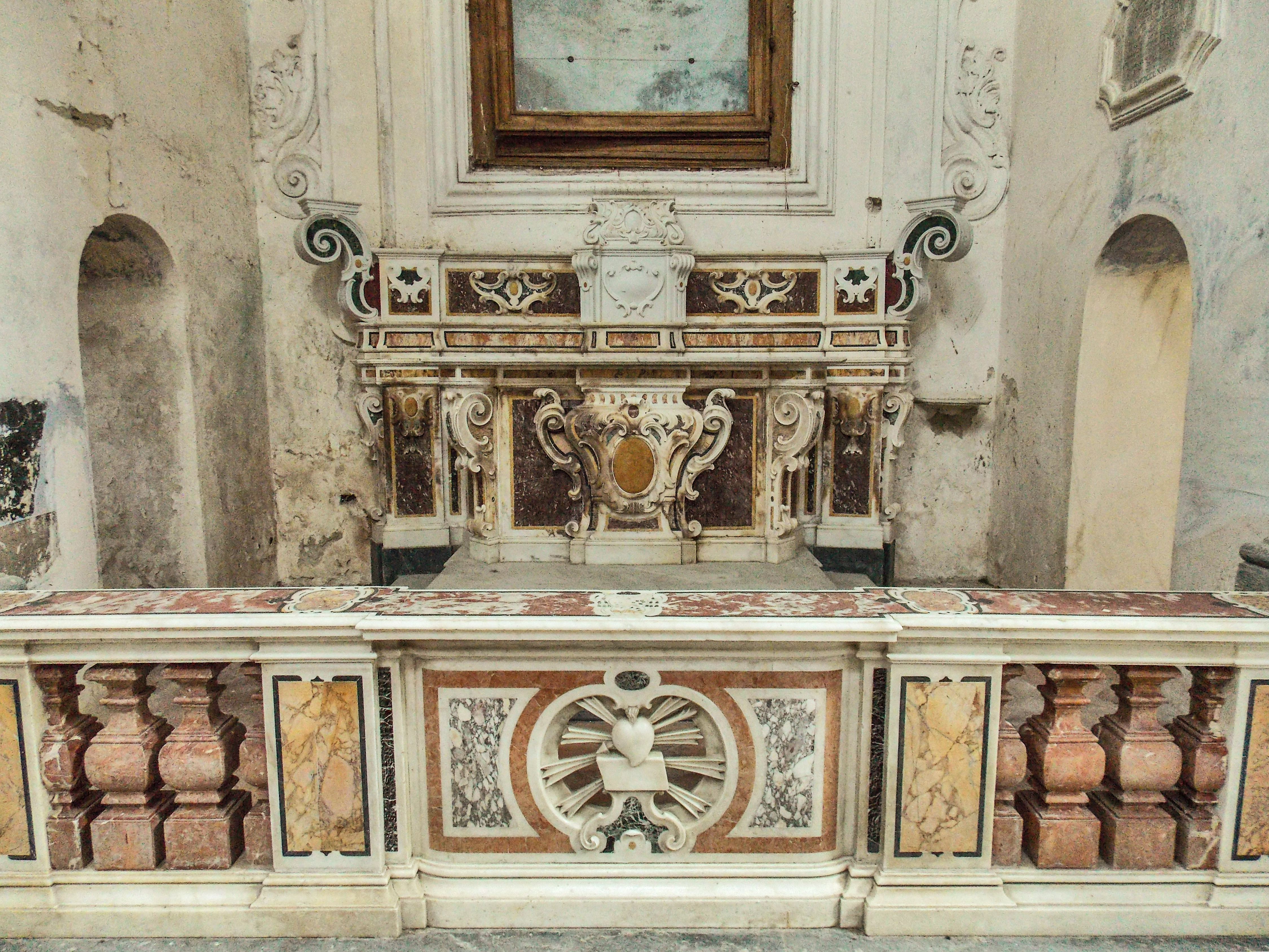
Cappella De Vita

La chiesa ha una pianta a croce latina; il braccio che funge da presbiterio è più lungo dei due del transetto. La navata ha due cappelle per lato. La facciata presenta due ordini, in cui il portale corrisponde ad un finestrone; ed è scandita da due lesene.
La parte più pregevole della chiesa sono gli altari in marmi policromi di ispirazione plateresca. Particolarmente raffinato è l'altare maggiore, nel presbiterio, posto dietro ad una balaustra anch'essa in marmi policromi, e separata con un gradino dal pavimento della navata. L'altare è probabilmente opera di Giovanni Raguzzini, parente del più noto architetto Filippo. Di esso è notevole l'equilibrio cromatico, nonché l'armonica alternanza di linee rette e superfici piane con curve sinuose e rigonfiamenti. Due porte ai fianchi dell'altare, che ne continuano la decorazione marmorea, danno accesso al coro, costituito da un filare di stalli in noce, attualmente in pessimo stato di conservazione.
Gli altari delle cappelle laterali, anch'essi posti dietro ad una balaustra, si elevano ciascuno sopra un gradino. Fra di essi è particolarmente vivace quello della famiglia De Vita, realizzato nel 1764.
Sopra l'altare maggiore era posto un grande dipinto, trafugato dopo il terremoto, raffigurante la Sacra Famiglia. L'opera di Fedele Fischetti, del 1763, era una delle più rappresentative del tardo Settecento beneventano, connotata da un «accademismo bonario ma dignitoso».
Il transetto sinistro è sormontato dal soppalco per l'organo, chiuso da un parapetto decorato da fregi, quasi del tutto perduti. Questi furono spostati qui dalla chiesa di San Pietro, non più esistente.